# Línea 2 (Metro de Barcelona)
La Línea 2 del metro de Barcelona es una línea de ferrocarril metropolitano soterrado integrada en la red del metro de Barcelona que da servicio a la ciudad de Barcelona y la conecta con los municipios de San Adrián de Besós y Badalona. Se inauguró el 21 de julio de 1959 bajo el nombre de «Línea II» a modo de segundo eje transversal que complementara el servicio de la Línea I. Actualmente cuenta con trece kilómetros de longitud y dieciocho estaciones.
El trazado de la línea, que une las estaciones de Paral·lel y Badalona Pompeu Fabra, es completamente soterrado en doble vía. Las cocheras y talleres se encuentran en el Triangle Ferroviari (triángulo ferroviario), situado cerca de la estación de La Pau.

## Características generales
La línea 2 es está operada por Transportes Metropolitanos de Barcelona (TMB). Puede ser dividida en cuatro tramos, según la época en que se inauguró:
- Paral·lel-Sagrada Familia: Tramo de siete estaciones construido en la década de 1970 e inaugurado en 1995.
- Sagrada Familia-La Pau: Tramo de cinco estaciones inaugurado en 1997.
- La Pau-Pep Ventura: Tramo de cinco estaciones construido en la década de 1980. Fue inaugurado en 1985 como un tramo de la L4, siendo posteriormente anexionado a la L2 en 2002.
- Pep Ventura-Badalona Pompeu Fabra: Último tramo de una única estación, inaugurada en el año 2010.

Tiene una longitud de 13,1 kilómetros, 18 estaciones, 22 trenes en hora punta y durante el año 2010 recibió un total de 42,3 millones de pasajeros, siendo la quinta línea en volumen de viajeros por delante de la L9 y la L11. El trazado es totalmente soterrado en vía doble. La conducción de los trenes se hace mediante un sistema semiautomático con conductor, aunque se han efectuado pruebas para convertirla en el futuro en una línea totalmente automática.
La línea cubre los municipios de Badalona, Barcelona y San Adrián de Besós. En la ciudad de Barcelona transcurre por dos distritos: Ensanche y San Martín.

### Estaciones
Las estaciones presentan mayoritariamente andenes laterales, excepto Sant Antoni y Badalona Pompeu Fabra, que cuentan con andén central. En el caso de las estaciones de Universitat, Paseo de Gracia y Tetuán, estas tienen un andén central separado por un muro, lo cual hace que se formen en la práctica dos andenes laterales. Todas sus estaciones están adaptadas a personas con movilidad reducida. En este aspecto fue la primera de toda la red de metro en hacer accesibles sus instalaciones, así como en instalar suelos con textura especial para facilitar el acceso a invidentes.
Hay un total de ocho estaciones con correspondencia a otras líneas de metro, tranvía y trenes de cercanías y regionales. En la estación de Paral·lel enlaza con el funicular de Montjuïc.
| Estación              | Metro | Otros |
| --------------------- | ----- | ----- |
| Paral·lel             |       |       |
| Universitat           |       |       |
| Paseo de Gracia       |       |       |
| Monumental            |       |       |
| Sagrada Família       |       |       |
| El Clot               |       |       |
| La Pau                |       |       |
| Sant Roc              |       |       |
| Gorg                  |       |       |
| Badalona Pompeu Fabra |       |       |

### Material rodante

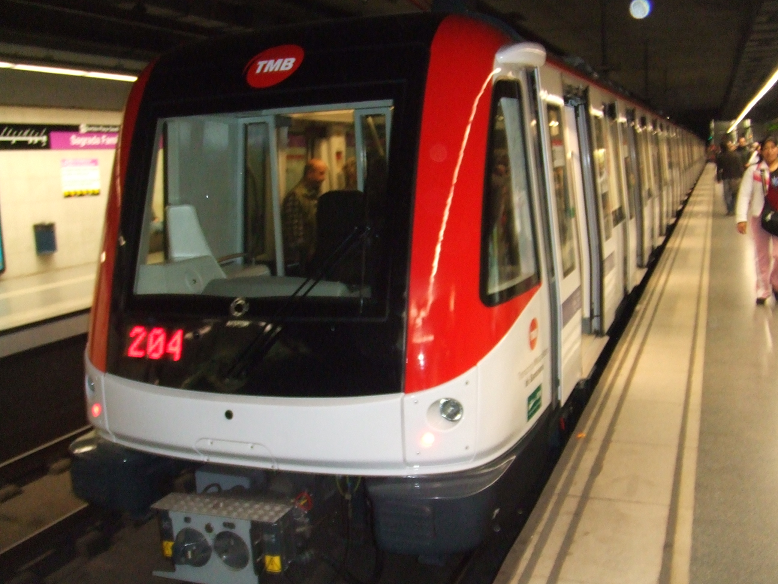
Un tren de la serie 9000 estacionado en la Estación de Sagrada Família.

Actualmente circulan trenes de la serie 9000 
El 28 de septiembre de 2006 la línea 2 incorporó 7 unidades de la serie 9000, los primeros trenes del metro de Barcelona preparados para circular con el sistema ATC-S de conducción automática sin conductor, aunque en la L2 circulan con conductor. Los trenes de la serie 9000 se habían encargado para la entonces futura L9, pero a causa de los grandes retrasos que hubo habiendo en su construcción y a que sus trenes han sido recibidos mucho antes de su finalización, se decidieron aprovechar para renovar gran parte del material rodante del metro y provocar una rotación del material entre las diferentes líneas. Los trenes de la serie 9000 sustituyeron a los de la 2100, que fueron trasladados a la L4.

## Historia
La línea 2 actual se inauguró el año 1995, aunque su historia se remonta a la década de 1950 con el proyecto inicial de la que entonces se conocía como «Línea II» y que terminó siendo modificada a lo largo del tiempo. Se proyectó en la década de 1950, en un contexto de posguerra y de municipalización de las compañías ferroviarias urbanas (FMB y Gran Metropolitano de Barcelona) y la línea V se planificó durante la década de 1960, siendo modificada varias veces en los diferentes Planes de Metros.

Esquema cronológico de las líneas II y L2.

### Proyecto inicial: Línea II

Proyecto original de la Línea II (en morado) entre Paral·lel y Horta, según Plan de Metros de 1966, y Teixonera, según Plan de Metros de 1971.

El tramo entre Sagrera y Horta fue proyectado por en la década de 1950 como parte de la línea II, que debía unir los barrios de Horta y del antiguo municipio de San Andrés de Palomar con el centro de la ciudad, llegando a Paral·lel.
En 1955 se iniciaron las obras y en 1959 entraba en servicio el tramo entre Sagrera y Vilapicina. En 1967 se prolongaba con una estación llegando a Horta.
En este tramo a partir del 28 de enero de 1961 comenzaron a circular trenes con un sistema de conducción automática, que ya se había probado el mes de enero de 1960. Los trenes funcionaban automáticamente mediante contacto con células fotoeléctricas, lo cual inicialmente provocó la desconfianza de los pasajeros. La compañía se vio obligada a poner a un agente en la cabina de conducción el cual se limitaba a dejarse ver para tranquilizar a los pasajeros. Este sistema fue desarrollado por los mismos servicios técnicos del Metro de Barcelona y constituyó la primera aplicación a nivel mundial de un sistema automático de conducción de trenes en una línea de ferrocarril metropolitano. El 1972, sin embargo, se comenzó a utilizar otro sistema.
En otras redes como Nueva York y París se habían llevado a cabo experiencias similares en ramales de corta longitud y con un solo coche en circulación. Este sistema se utilizó durante siete años hasta que las líneas II y V se integraron.
El proyecto inicial incluía también una estación entre San Pau-Dos de Maig y Sagrada familia que no llegó nunca a inaugurarse. Esta, llamada Gaudí, fue construida según las previsiones iniciales, pero al incorporarse la línea II a la V, la estación de Sagrada Familia quedaba demasiado cerca. A pesar de estar en desuso, es una de las mejores conservadas de las estaciones fantasma: El Ayuntamiento de Barcelona la ha utilizado para hacer estudios estadísticos de paso de trenes, y también se ha usado para hacer rodajes en ella. En ocasiones, cuando está iluminada, puede ver durante unos segundos desde el interior de los vagones de la línea 5. Tiene bancos e incluso escaleras mecánicas. Se puede acceder a ella desde la Asociación de Amigos del Metro de Barcelona.

### Paral·lel - Sagrada Familia: Inicio de les obras y paralización

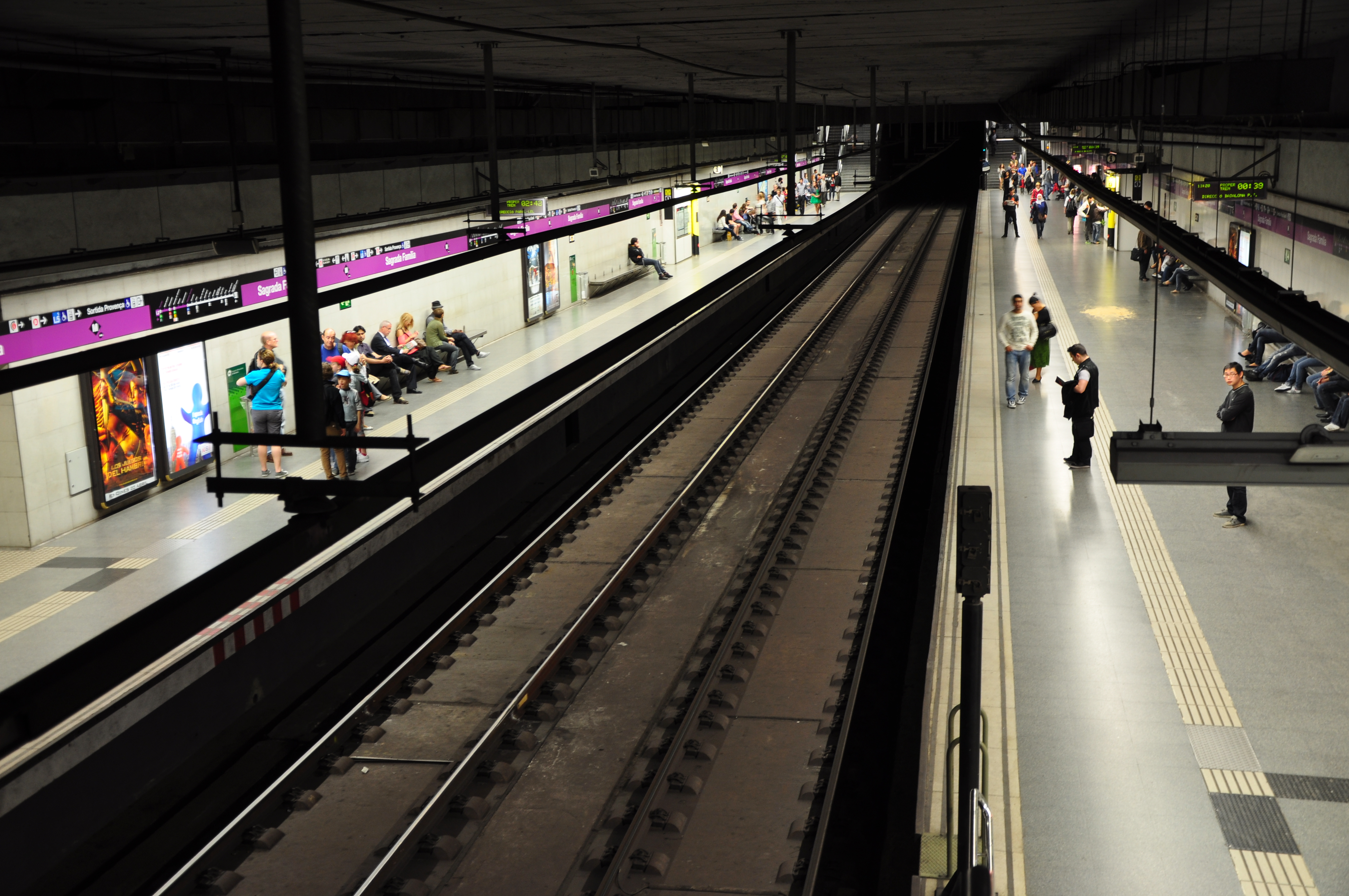
Andén de la L2 en la estación de Sagrada Família.

En 1970 el tramo aún no inaugurado entre Sagrera y Sagrada Familia se decidió anexionar a la nueva línea V con el fin de así evitar un transbordo y de manera provisional, por lo que se mantuvo hasta 1990 el tercer carril sin tensión y alimentación por línea aérea, con lo que la línea II desapareció de la red barcelonesa de metro.
El mismo día que se inauguraban Verdaguer, Sagrada Familia, Dos de Maig y Camp de l'Arpa se hacía efectiva la anexión de la línea II a la línea V, uniendo así Collblanc (entonces San Ramón) con Horta. La medida debía ser provisional mientras no se construía el tramo entre Paral·lel (entonces llamada Poble Sec) y Sagrada Familia de la línea II.
La anexión a la línea V en 1970 estaba planteada para ser provisional. Mientras tanto, el proyecto de Línea II continuaba desde finales de la década de 1960, con un nuevo tramo de 4,3 kilómetros y siete estaciones que debían unir las estaciones de Paral·lel (entonces Pueblo Seco) y Sagrada Familia. Las obras se adjudicaron el 1968 promovidas por el Ayuntamiento de Barcelona y el Ministerio de Transportes, Turismo y Comunicaciones. Las obras estuvieron paradas meses, tras chocar con un bloque de piedra de la antigua muralla de la ciudad, lo cual obligó a desviar el trazado, y en 1973 se paralizaron de nuevo las obras cuando ya se había perforado el túnel, esta vez por falta de presupuesto.

### Cambio de planes
La anexión de 1970 no alteró inicialmente los proyectos sucesivos. El Plan de Metros de 1974 preveía llevar la línea II hasta Paral·lel y, como ya preveían el plan de 1971 y 1966, llevar la línea V a la Verneda y posteriormente a El Pomar (Badalona). Se proyectaba una línea Paral·lel-Taxonera y otra Cornellà-Pomar.
Mientras en 1977 ya se habían iniciado las obras del tramo entre la Pau y Pep Ventura para hacer llegar la línea V en Badalona, que se convertiría parte de la línea IV cuando se abrió en 1985 y posteriormente de la línea 2. Este proyecto de la línea V estaba incompleto, ya que todavía estaba en fase de proyecto el tramo entre Sagrada Familia y la Pau y se preveía la prolongación de 3,6 km y cuatro estaciones desde Pep Ventura hasta el barrio de Pomar.
En 1982 y aprovechando que se iba a reformar de la cartelería de la red de metro y ante la inminente celebración del mundial de fútbol, las líneas del metro pasan a denominarse con números arábigos y también se decidió dar un color identificativo a cada línea. Así la Línea 2 a tener su nombre actual, así como su color violeta. Además, se aprovechó para catalanizar los nombres de las estaciones.
El Plan de Metros de 1984 cambió las configuraciones previstas en los anteriores planes, proyectando la red tal como la conocemos hoy en día, es decir, conectando el nuevo tramo la Pau-Pep Ventura con la línea 4 provisionalmente hasta la apertura de la línea 2. Asimismo dejaba la anexión de la línea II, que debía ser provisional, como definitiva. Además, de esta forma se evitaba tener que levantar la plaza de Gaudí.

### Reanudación del proyecto modificado

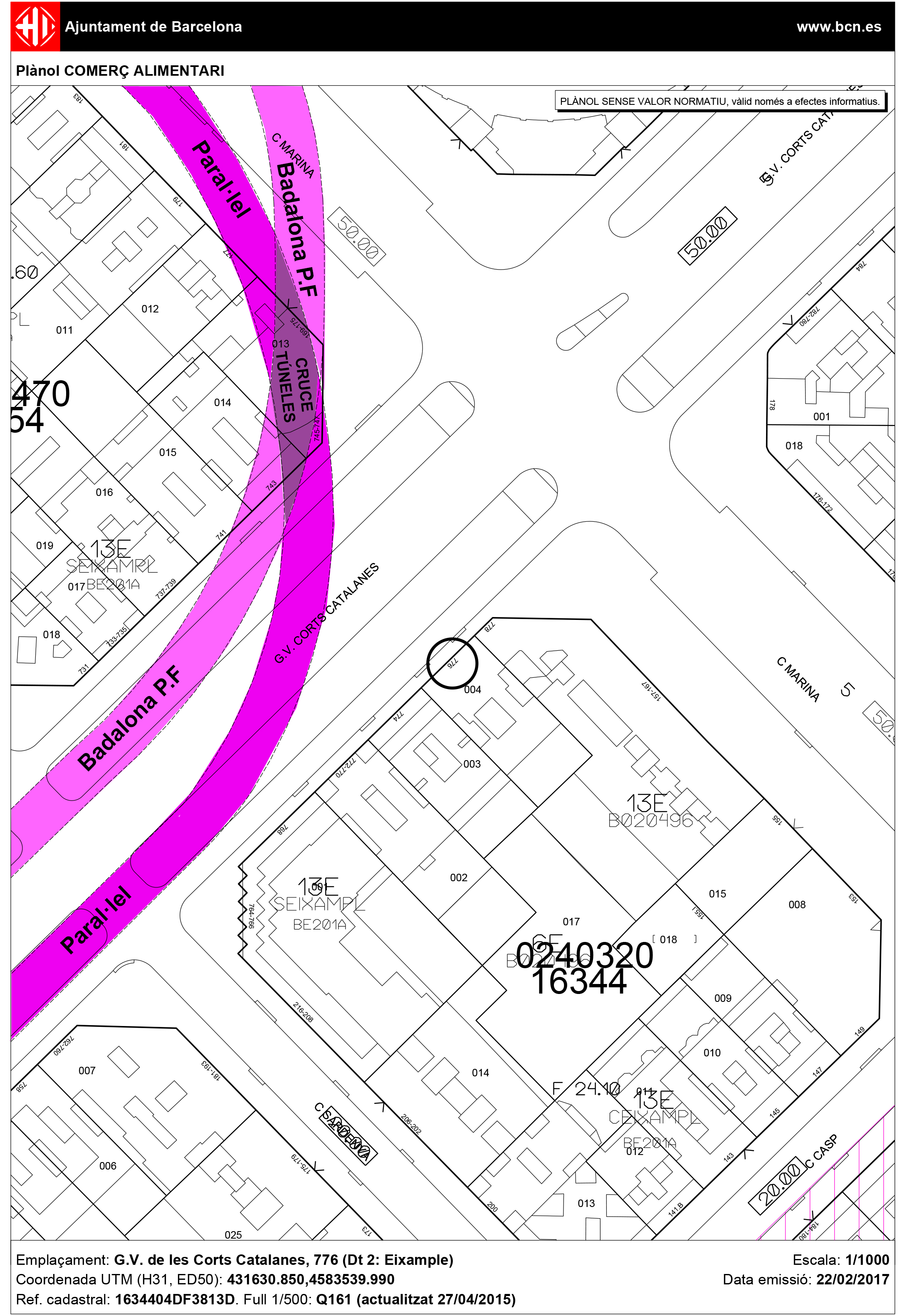
Plano del cruce de túneles de la Línea 2 en Monumental.

En 1991, el Ministerio de Transportes, Turismo y Comunicaciones, la Generalidad de Cataluña y la Entidad Metropolitana del Transporte suscribieron un convenio para financiar la Línea 2. Los túneles entre Paral·lel y Sagrada Familia estaban inacabados y en desuso hasta que se retomó el proyecto de la línea 2 de cara a los Juegos Olímpicos de 1992. La intención del Ayuntamiento de Barcelona era que la línea llegara hasta el anillo olímpico de Montjuïc y posteriormente hacia la Zona Franca, partiendo de Sant Antoni. Sin embargo, el gobierno de la Generalidad, presidido por Jordi Pujol, descartó el proyecto por ser poco viable económicamente. Finalmente se decidió que la línea mantuviera el recorrido original entre Sagrada Familia y Paral·lel (con siete estaciones y enlaces a cuatro líneas), extendiéndose más allá de Sagrada Familia hasta La Pau con el objetivo de dar servicio al distrito de San Martín (tramo originalmente planeado como línea V). En 1993, el presidente del gobierno catalán hacía saber que la prolongación hasta el Palacio de Montjuïc de la línea 2 aplazaba sine die.
El nuevo proyecto contemplaba la construcción de 12 nuevas estaciones, aprovechando el túnel ya realizado entre Paral·lel y Sagrada Familia, extendiéndose éste hasta la Pau, y anexionando a la línea 2 las cinco estaciones del tramo de la línea 4 inaugurado en 1985.
El primer tramo, Paral·lel-Sagrada Familia, constaba de dos túneles finalizados en 1973 y con un diámetro de 5,3 metros que fue construido con tuneladora. El segundo tramo, Sagrada Familia-La Pau, constaba de un solo túnel con dos vías. Estos dos tramo tenían una longitud de 9,1 km, 12 estaciones, 6 correspondencias y 10 trenes con un presupuesto total de 40 millones de pesetas.
Dicho tramo se inauguró en el año 1995, primero en septiembre con 6 estaciones entre San Antoni y Sagrada Familia, y posteriormente en diciembre la renovada estación de Paral·lel, terminal de la línea. La inauguración suscitó polémica por la asistencia del presidente de la Generalidad Jordi Pujol, ya que el alcalde recriminó a Pujol que la Generalidad no había cumplido su convenio de hacer llegar la línea 2 a Montjuïc, ya que la Generalidad creía que no era una actuación prioritaria. El segundo tramo, Sagrada Familia y La Pau se inauguró el año 1997. Este tramo se caracteriza por tener dos túneles paralelos de forma circular, dado que los cambios hechos en las líneas conservan también la estructura original. Además, entre Monumental y Paral·lel los trenes circulan por la izquierda, a la inversa de todo el resto de la red. En Monumental es donde se hace la transición de circulación de la izquierda a la derecha, mediante túneles independientes a diferentes niveles.

### Renovación del tramo L4: la Pau - Pep Ventura

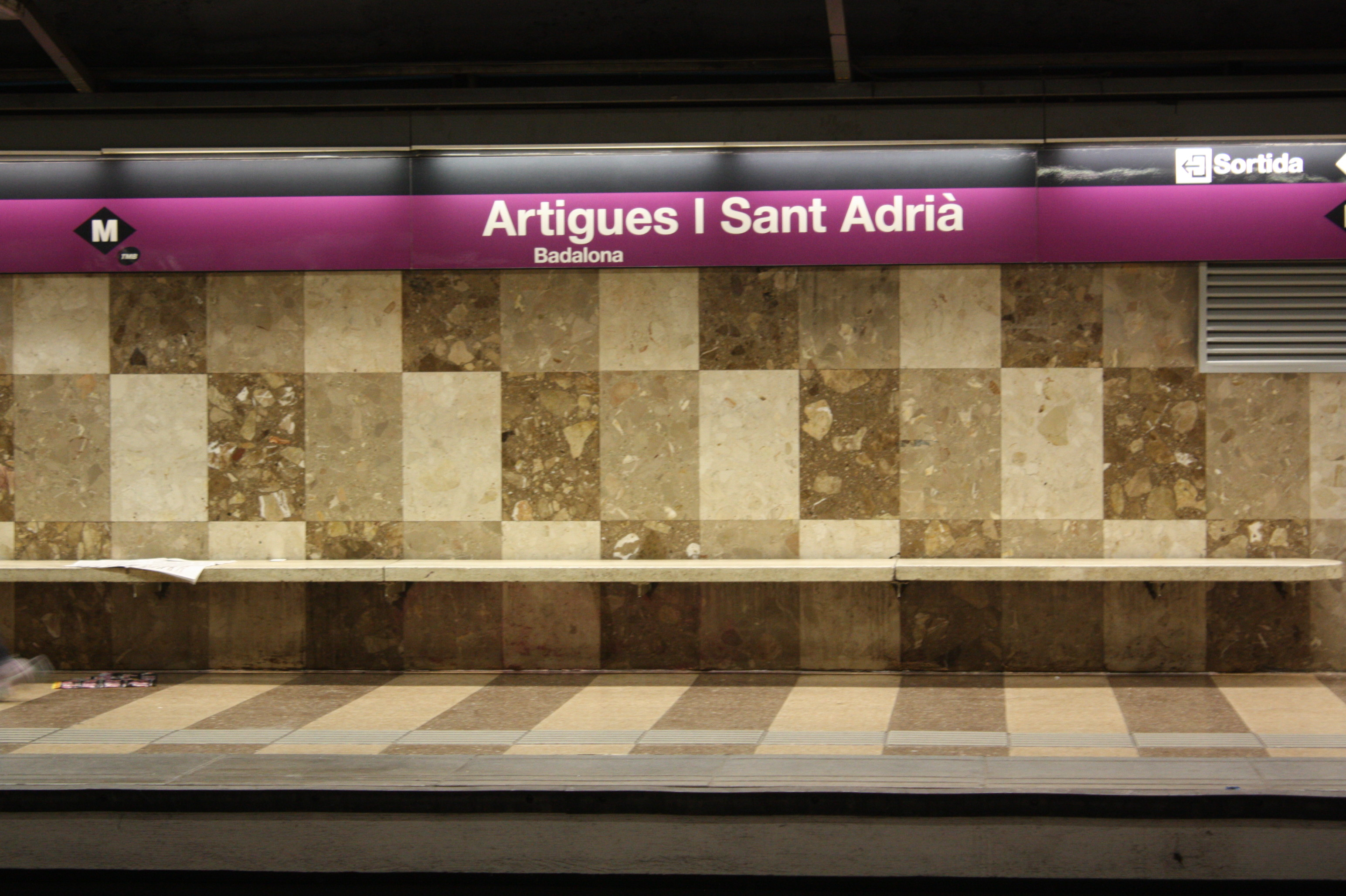
Estación de Artigues-Sant Adrià.

El tramo la Pau-Pep Ventura se planificó con la idea de que formase parte de la línea V (posteriormente L5) y haciéndola llegar así a Badalona, Las obras de este tramo comenzaron en 1977. La conexión prevista entre la Pau y Sagrada Familia (L5) no se había construido, así que se inauguraría en 1985 integrada de forma provisional en la línea IV (actual L4), ya que en el Plan de Metros de 1984 proyectaba que para 1995 este tramo formase parte de la línea 2. Los plazos no se cumplieron y en 1997 la línea 2 alcanzaba la Pau sin hacerse efectivo el cambio.
En 1997 se constituyó la Autoridad del Transporte Metropolitano (ATM) con el fin de coordinar el transporte público del área metropolitana de Barcelona. La ATM incluyó esta intervención en el Plan Director de Infraestructuras 2001-2010, ya que los estudios de movilidad así lo aconsejaban. En junio de 2002 se cerró parte de la línea 4, entre Selva de Mar y Pep Ventura, para hacer obras en el tramo final de la L4, pasando a formar parte de la L2. El Tramo entre Selva de Mar y la Paz, que no estaba afectado por el cambio de línea, también se cerró para construir la estación Maresme-Fòrum.
Las obras incluyeron la adaptación de los accesos, la instalación de nueva catenaria y nuevos sistemas de seguridad. El 1 de octubre de 2002, después de tres meses de obras, se hace efectivo el cambio de línea y se reabrió el tramo La Pau-Pep Ventura como parte de la línea 2, llegando esta así a los 13,1 kilómetros de longitud.

### Ampliación al centro de Badalona

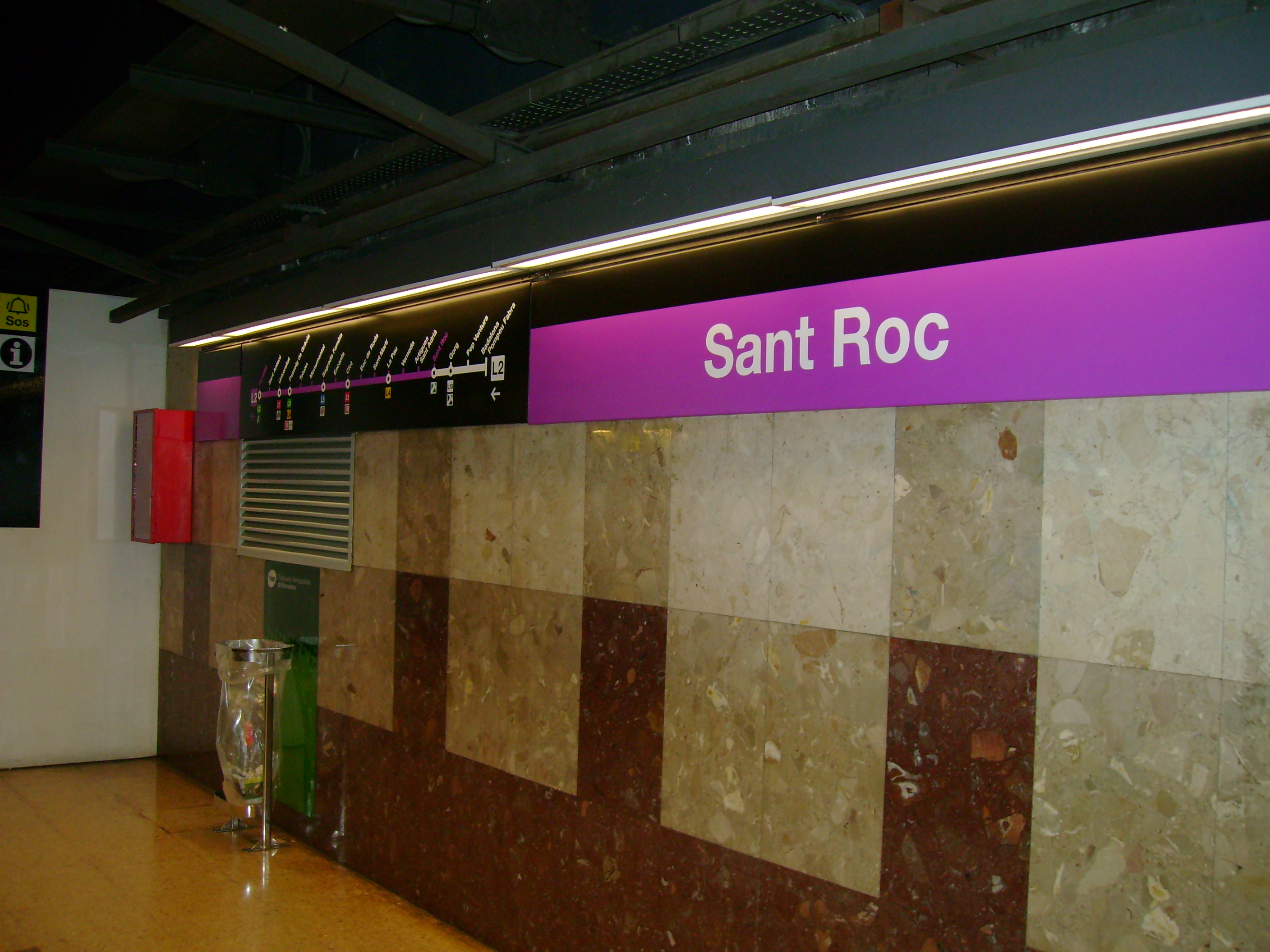
Estación de Sant Roc, en Badalona.

En 2006 comenzaron las obras para ampliar la línea 2 al centro de Badalona 600 metros hacia el norte con una nueva estación desde el barrio Progrés, donde se sitúa la estación de Pep Ventura, hasta el centro. Las obras consistieron en la excavación a cielo abierto y la colocación de muros barrera para recubría con una bóveda de hormigón, con un trazado que partía de la plaza de Pep Ventura hasta la plaza Pompeu Fabra.
La estación está situada en la antigua Isla Fradera, una manzana que fue derribada a mediados de octubre de 2006, meses más tarde de lo previsto. Este no fue el único contratiempo de la ampliación durante las obras en, ya que los operarios encontraron restos arqueológicos de la ciudad romana de Baetulo, lo que hacía difícil una futura prolongación más allá por la posibilidad de encontrar otros nuevos. En el año 2010 fue necesario rehacer las obras de las vías, ya que había un error en el grado de inclinación.
La nueva estación Badalona Pompeu Fabra en principio iba a llamarse Badalona Centre. Sin embargo, numerosas entidades de la ciudad habían pedido anteriormente más reconocimiento a Pompeu Fabra, badalonés de adopción, por lo que en 2008 se inició una campaña en este sentido. De acuerdo a esta petición, en abril de 2010 la Autoridad del Transporte Metropolitano aprobó el nombre actual para la nueva estación, que entró en servicio en julio del mismo año. En consonancia con este hecho, la plaza donde se ubica, correspondiente a la manzana derribada, lleva también el nombre de Pompeu Fabra. La urbanización de esta plaza se acabó en mayo de 2011.

### Ampliación a Montjuic y Zona Franca
La conexión de Barcelona con Montjuic y la Zona Franca no es nueva; sino del Plan de Metros de 1971, donde aparecía la primera línea de metro para conectar Barcelona y la Zona Franca, en concreto la línea VI. TMB realizó una propuesta en febrero de 1987 para prolongar la línea 2 hasta el Estadio de Montjuic, el túnel que se proponía debía partir de San Antonio, yendo por la calle de Manso, cruzando la avenida del Paral·lel y siguiendo por las calles de Ricart, de la França Xica y de Joaquim Blume hasta la plaza de Marqués de Foronda, la Foixarda y el Estadio; con estaciones en Poble Sec, en la plaza de la Fuente Mágica y en el Anillo Olímpico perpendicular a la entrada del estadio. En junio de ese mismo año, la Dirección General de Transportes de la Generalidad presentó el «Estudio Base de Penetración en la Montaña de Montjuïc del Sistema Ferroviario y Otras Guiados». El estudio proponía diferentes alternativas, como una línea de metro ligero con una estación central a la Estadio de Montjuïc con origen en la Plaza de España y con diferentes estaciones según la alternativa propuesta.
El Plan Director de Infraestructuras 2001-2010 recupera la ampliación a Montjuic y posteriormente la modifica para prolongarla desde la montaña hasta la Zona Franca. En 2006 se modificó para que la línea 2 pudiera conectar con el túnel de la L9, permitiendo así la conexión del Prat con el centro de la ciudad y poder duplicar las frecuencias del servicio entre Parc Logístic y el Aeropuerto.

## Futuras ampliaciones

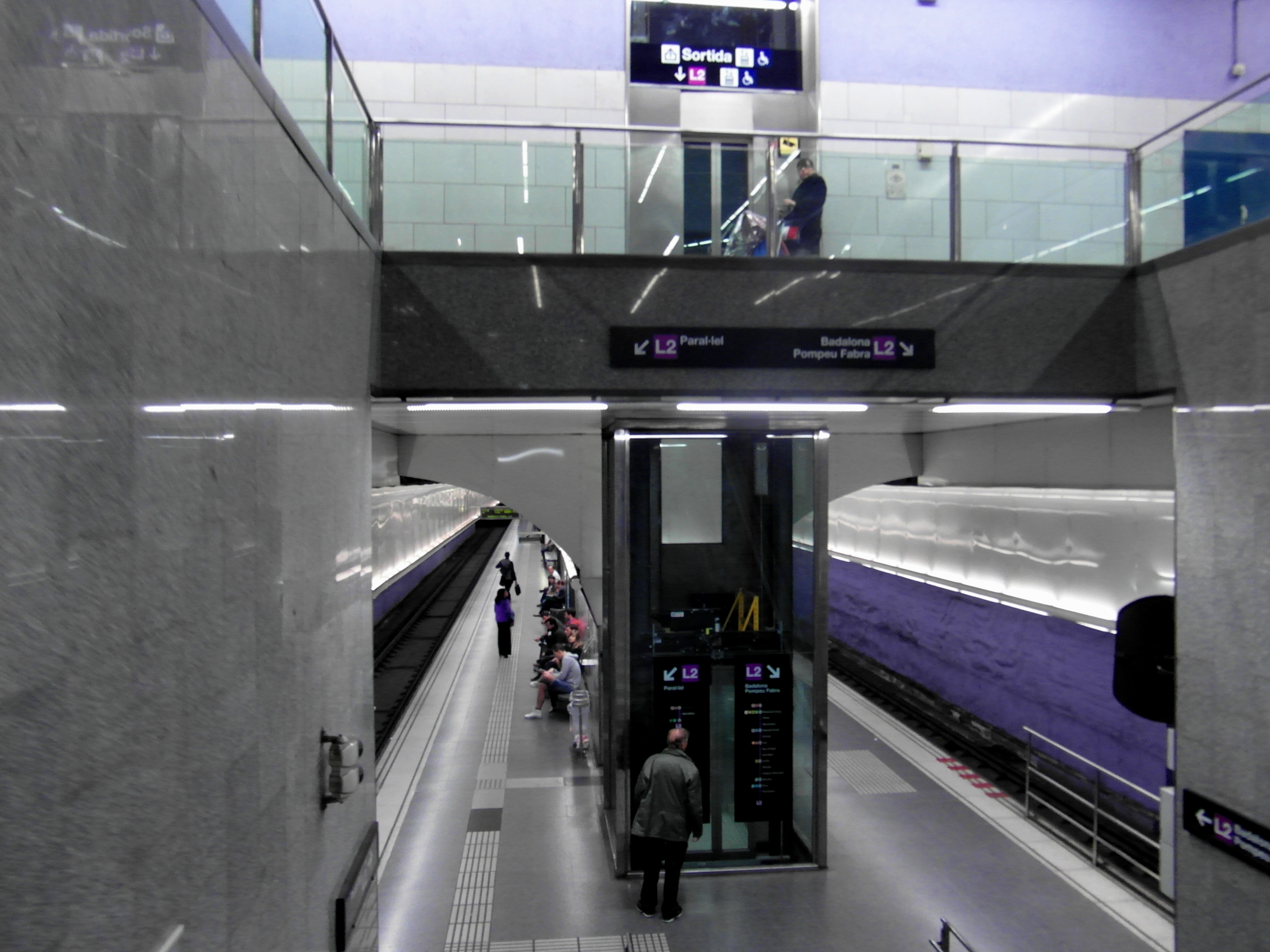
Acceso a los andenes de la L2 en la estación de Universitat.

Por un lado se contempla la prolongación de la línea 2 en 6,1 km entre Sant Antoni y la Zona Franca con la construcción de seis estaciones en el Paral·lel, Montjuic y en la Zona Franca. En la Zona Franca se construiría una conexión entre la línea 2 y la L9 para que los trenes de la L2 lleguen al aeropuerto. La estación de Paral·lel dejaría de dar servicio a la línea L2 (pero no a la L3 con la que tiene ahora correspondencia) y se convertiría el túnel en cola de maniobras. Las seis estaciones son:
- Poble Sec, en el avenida del Paral·lel. Conexión con L3.
- Montjuïc, en el recinto ferial junto a la Fuente Mágica.
- La Foixarda, segunda estación en Montjuic.
- Foc, en el paseo de la Zona Franca. Conexión con L10.
- Fira, ante la puerta sur de la Feria II. Conexión con L9.
- Parc Logístic, en el Polígono de la Zona Franca. Conexión con L9.

Por otro lado, se contempla la creación de algún tipo de transporte público entre Badalona Pompeu Fabra y el Hospital Universitario de Can Ruti. Inicialmente la actualización del PDI 2001-2010 planteaba la prolongación de la línea 2 hasta Can Ruti con estaciones a Casagemes, Can Canyadó, la Morera, Canyet y Can Ruti o la creación de un metro ligero con transbordo en Badalona Pompeu Fabra, mientras que el PDI 2009-2018 sólo menciona la creación de algún tipo de transporte público.